# Грей, Генри (блюзмен)
Генри «Птичья грудка» Грей (англ. Henry «Bird Breast» Gray; 19 января 1925 года, Кеннер, Луизиана, США  — 17 февраля 2020 года, Батон-Руж, Луизиана, США)  — американский блюзовый пианист, певец, автор песен. Номинант Грэмми в номинации «Лучший альбом традиционного блюза» (1999). Номинант Blues Music Awards в номинациях «Альбом-возвращение» (2002), «Блюзовый пианист/Премия Пайнтопа Перкинса» (2002, 2017, 2018), «Альбом традиционного блюза» (2002), «Исполнитель традиционного блюза» (2002), «Исторический блюзовый альбом» (2016). Член Зала славы блюза (2017) . Его считают одним из создателей чикагского стиля блюзового фортепиано .

## Биография
Генри Грей родился в Кеннере, штат Луизиана в 1925 году. Вскоре после рождения семья переехала на ферму в Олсене, в нескольких милях к северу от Батон-Руж. Он начал учиться игре на фортепиано в возрасте восьми лет, беря уроки у соседки, миссис Уайт. Грей также считает, что радио и музыкальные записи в доме вдохновили его на любовь к музыке в раннем возрасте. Несколько лет спустя он начал играть на фортепиано и органе в местной баптистской церкви, и в конечном итоге его семья приобрела пианино домой. Блюз в семье не поощрялся, но Генри играл блюз в доме миссис Уайт, прогуливая школу  , и к тому времени, когда ему исполнилось 16 лет, он стал играть блюз в клубе в Олсене. 
В 1943 году, во время Второй мировой войны, Генри Грей был призван в армию США и отправлен в южную часть Тихого океана. Незадолго до окончания войны Грей был уволен из армии по состоянию здоровья. Он вернулся в Соединённые Штаты в 1946 году и провёл короткое время в Олсене, переехал в Чикаго, где жили его родственники. В Чикаго Генри Грей погрузился в блюзовый и джазовый мир города, слушая лучших пианистов и время от времени получая приглашения на небольшие концерты. Через Тампу Реда и Биг Билла Брунзи Грей познакомился с Саннилендом Слимом, а тот, в свою очередь, познакомил Грея с Большим Мачо Мерриуэзером, влиятельным джазовым и блюзовым пианистом Чикаго того времени. Мерриузер улучшил игру Грея левой рукой, а также познакомил Грея с несколькими известными группами и владельцами клубов. В результате Грей получил постоянные концерты с такими исполнителями, как Red Devil Trio и гитаристом Моррисом Пежо. Заработав репутацию, начал много записываться в качестве сессионного музыканта в студии. Первая его сессия звукозаписи состоялась в 1952 году с Джимми Роджерсом для записи сингла «The Last Time»/«Out On The Road» . Также он аккомпанировал среди прочих например Джимми Риду, Бо Диддли, Литтл Уолтеру и Билли Бою Арнольду. Его первая сессия звукозаписи состоялась в 1952 году с Джимми Роджерсом. Литтл Уолтер наградил молодого пианиста прозвищем «Птичья грудка».
В 1956 году Грей присоединился к группе Хаулина Вулфа и был основным пианистом Вулфа в течение двенадцати лет как на выступлениях, так и на записях. Сыграл в альбоме Хаулина Вулфа 1962 года Howlin’ Wolf, включённом в Зал славы блюза как классика блюза, и в песне «I Ain’t Superstitious» (1961), тоже включённой в Зал славы блюза. Также в это время Грей стал постоянным сессионным музыкантом на Chess Records. Он записывался едва ли не со всеми ведущими блюзовыми музыкантами. В их числе были Сонни Бой Уильямсон II, Хоумсик Джеймс, Роберт Локвуд-младший, Билли Бой Арнольд, Мадди Уотерс, Джонни Шайнс, Хьюберт Самлин, Лейзи Лестер, Литтл Уолтер, Отис Раш, Бадди Гай, Джеймс Коттон, Литтл Милтон, Джимми Роджерс, Джимми Рид, Коко Тейлор.
Генри Грей покинул группу Хаулина Вулфа в 1968 году и вернулся в Олсен потому что умер его отец, мать нуждалась в помощи с семейным бизнесом — рыбным рынком. Там Генри Грей стал важной частью музыкальной сцены Луизианы, обнаружив что его чикагское двухкулачное пианино идеально вписывается в стиль болотного блюза . В частности он играл со Слимом Харпо, «вплетая своё буги-вуги, чикагское блюзовое пианино в свомп-блюз Харпо» . Помимо выступлений, Грей работал кровельщиком в школьном совете округа Ист-Батон-Руж с 1968 по 1983 год. В середине 1980-х он записал серию синглов для лейбла Sunland.
С середины 1980-х по 2019 год Грей выступал практически на всех Фестивалях джаза и наследия в Новом Орлеане, трёх фестивалях блюза в Чикаго (1987, 1989 и 2005), джазовом фестивале в Монреале (1988), почти на каждом фестивале блюза в Батон-Руж с момента его основания, на фестивале блюза в Сан-Франциско, на фестивале блюза WC Handy в Мемфисе, несколько раз на Festival International (Лафайет, Луизиана), фестивале блюза в долине Миссисипи (Давенпорт, Айова), фестивале блюза King Biscuit (Хелена, Арканзас) и многих других фестивалях по всем Соединённым Штатам. Также Генри Грей часто ездил в Европу, где выступал фестивалях и концертах, и записал несколько релизов на европейских лейблах. Первый сольный альбом в США под названием Lucky Man, в записи которого приняли участие в частности Боб Строджер и Вилли «Большие глаза» Смит, был выпущен в 1988 году на Blind Pig Records. В дальнейшем Генри Грей регулярно записывался, как сольно, так и в коллаборации с другими музыкантами и со своей группой Henry Gray & The Cats. В 1998 году он играл на праздновании 55-летия Мика Джаггера в Париж, сыграв дуэтом с Джаггером. По особой просьбе именинника Грей также играл для матери Джаггера на этом мероприятии . В этом же году принял участие в записи альбома-трибьюта Хаулину Вулфу, который в 1999 году претендовал на Грэмми как лучшая запись традиционного блюза. В 2002 с альбомом Plays Chicago Blues Генри Грей получил три номинации на Blues Music Awards - с лучшим альбомом традиционного блюза, с лучшим альбомом-возвращением, а сам Грей номинировался на звание лучшего исполнителя традиционного блюза. 
В 2003 году Грей снялся вместе с Рэем Чарльзом, Доктором Джоном, Пайнтопом Перкинсом и Дэйвом Брубеком в фильме Клинта Иствуда Blues Piano, части семисерийного сериала Мартина Скорсезе The Blues. В 2006 году Грей снялся в фильме The Glass Chord в роли Сола Соломона, стареющего музыканта с болезнью Альцгеймера.
В 2006 году Грей был удостоен стипендии National Heritage Fellowship Award от Национального фонда искусств за сохранение национального наследия — высшей награды, вручаемой Правительством США в области народного творчества . В 2016 году журнал Blues Blast Magazine наградил Грея премией за достижения всей жизни. 
Последний студийный альбом 92 (по возрасту музыканта) Генри Грей записал в июне 2017 года со своим правнуком ДеАндре Тейтом и группой The Creole Cats. 
После операции по поводу коллапса лёгкого Грей перенёс лёгкий сердечный приступ 20 февраля 2017 года в возрасте 92 лет, но продолжал выступать и записываться. 10 октября 2019 года семья Грея подтвердила, что он стал пациентом хосписа в Батон-Руж, где и умер 17 февраля 2020 года, оставив троих детей и восемь внуков.  
«Генри [в 91 год] продолжает играть так же блестяще, как и всегда, его грохочущее буги и усталые блюзы демонстрируют ту же гибкую, элегантную силу, что и в те времена, когда он был основным элементом послевоенного чикагского блюзового круга» 
Исследователь Дэйв Куниан сказал: «Если вы слушали блюзовую музыку за последние полвека, вы слышали пианиста Генри Грея… он записывался и играл для всех [звёзд блюза]… и помог создать образец чикагского блюзового фортепиано и всего, что с ним будет… всякий раз, когда вы слышите, как кто-то играет знакомый блюзовый рифф или оборот на фортепиано, есть большая вероятность, что он научился этому у Генри Грея — или у того, кто научился этому у Генри Грея» 

## Дискография

### Генри Грей
- 1977: Henry Gray — They Call Me Little Henry (Bluebeat)
- 1988: Henry Gray — Lucky Man (Blind Pig Records)
- 1990: Clarence Edwards, Andrea Curbelo, Steve Coleridge, Rudi Richard, T-Bone Singleton, Larry Garner, Henry Gray — Chemical City Shakedown (Sidetrack Records)
- 1991: Henry Gray and Rudi Richard — Louisiana Swamp Blues Vol. 2 (Wolf Records)
- 1994: Henry Gray, Clarence Edwards and Short Fuse — Thibodeaux's Cafe (Cambayá Records)
- 1996: Henry Gray and Short Fuse —  Don't Start That Stuff (Last Call Records)
- 1997: Henry Gray — Henry Gray (Blueshouse Productions)
- 1998: James Cotton, Debbie Davies, Ronnie Hawkins, Colin James, Cub Koda, Taj Mahal, Kenny Neal, Christine Ohlman, Lucky Peterson, Lucinda Williams, Henry Gray, Calvin Jones, Sam Lay, Colin Linden, Eddie Shaw (2), Hubert Sumlin  — A Tribute To Howlin' Wolf (Telarc Blues)
- 2001: Henry Gray — Plays Chicago Blues (Hightone Records)
- 2004: Henry Gray & Cousin Joe – The Blues Of Henry Gray & Cousin Joe (Storyville)
- 2012: Tail Dragger & Bob Corritore with Henry Gray – Longtime Friends In The Blues (Delta Groove Music, Inc)
- 2015: Henry Gray, Bob Corritore – The Henry Gray/Bob Corritore Sessions (Vol.1 Blues Won't Let Me Take My Rest) (Delta Groove Music, Inc)
- 2017: Henry Gray — Recorded Live At The 2017 New Orleans Jazz & Heritage Festival (MunckMix)
- 2020: Henry Gray & Bob Corritore – Cold Chills (Henry Gray & Bob Corritore Sessions Vol 2) (SWMAF Records)
- 2022: Henry Gray — Shake A Hand (Wolf Records)
- 2023: Henry Gray — I'm A Lucky, Lucky Man - 1952-1961 (Jasmine Records) [8]

### Henry Gray & The Cats
- 1999: Blues Won't Let Me Take My Rest - Live (Lucky Cat Records)
- 2000: Watch Yourself (Lucky Cat Records)
- 2003: Live In Paris (Lucky Cat Records)
- 2009: Times Are Gettin' Hard (Lucky Cat Records)
- 2017: 92 (MusicMatters Records)